# 흑룡

흑룡

흑룡(黑龍)은 고대 중국의 신화나 전설에 등장하는 용의 한 종류이다. 이름대로 흑룡은 비늘이 검은색이고, 앞발이 2개 밖에 없는 동양의 용으로 그려지는 경우가 많다. 용은 신성한 존재로 그려지는 경우가 많지만, 흑룡은 그 이미지 때문에 재앙을 가져오는 사악한 화신으로서 그려지는 경우가 많다. 백룡 등의 용과는 적대 관계에 있다고 한다.
흑룡은 빛을 싫어하기 때문에, 평상시에는 빛이 비추어지는 일이 없는 깊은 해저에서 고독하게 살다가, 빛이 없는 초승달 밤이 되면 그 모습을 해저로부터 나타낸다. 이 때문에 흑룡은 바다 또는 어둠을 맡는 존재라고 그려져서, 바다에 사는 생물들을 난획(亂獲)하는 사람들에게는 벌을 주고 해저에 질질 끌어들인다고 한다.
한편, 흑룡을 다른 용과 같이 신성한 존재로 여기기도 한다. 오행 사상에서 검정은 북쪽을 상징하기 때문에, 흑룡을 현무와 같이 「북방을 수호하는 신성한 용」으로 해석하기도 한다.
도교에서 흑룡을 인격신화한 이름은 북해흑룡왕오순(北海黒龍王敖順)이다.

## 역사서에 나타난 흑룡
春 旱 大星西流. 夏四月 王都井水溢 黑龍見其中.

봄에 가뭄이 들고 큰 별이 서쪽으로 흘렀다. 여름 4월에 왕도의 우물물이 넘치더니, 흑룡이 그 안에서 나타났다.— 《삼국사기》 〈백제본기〉, 비류왕(比流王) 13년